# Pithecellobium vietnamense
Pithecellobium vietnamense är en ärtväxtart som beskrevs av Ivan Christian Nielsen. Pithecellobium vietnamense ingår i släktet Pithecellobium och familjen ärtväxter. Inga underarter finns listade i Catalogue of Life.